# Tikhménevo (Primórie)
|  | Per a altres significats, vegeu «Tikhménevo». |

Tikhménevo (en rus: Тихменево) és un poble del krai de Primórie, a l'Extrem Orient de Rússia, que en el cens del 2010 tenia 917 habitants.